# Каллас навсегда (фильм)
«Ка́ллас навсегда́» (англ. Callas Forever) — художественный кинофильм, поставленный режиссёром Франко Дзеффирелли в 2002 году, рассказывающий вымышленный эпизод из жизни знаменитой оперной певицы XX века Марии Каллас. Это был последний фильм Дзеффирелли перед его смертью 15 июня 2019 года.

## Сюжет
Действие фильма происходит в 1977 году (в котором реальная Мария Каллас умерла). Давний друг и музыкальный продюсер, вынужденный перейти от продюсирования классической музыки к рок-музыке — Ларри Келли — убеждает Марию Каллас, уединённо живущую в своей квартире в Париже и оставившую сцену, вернуться в театр и исполнить главную партию в опере, которую она никогда не исполняла в театре, только в записи, — «Кармен» Бизе. Сначала Мария Каллас отказывается, убеждённая в том, что потеряла голос и её лучшие годы выступлений на сцене прошли. Продюсер предлагает певице пойти на компромисс: сниматься в новых фильмах с использованием её старых записей, а также предлагает в новом театральном спектакле использовать старую фонограмму с её голосом. Идею продюсера поддерживают доверенное лицо Каллас и журналист — Сара Келлер и экономка Каллас в Париже — Бруна. К певице приходит молодой красивый художник Майкл — поклонник её таланта, (и которым увлечён Келли), и тоже уговаривает певицу вернуться на сцену. Поначалу Мария соглашается и с энтузиазмом берётся за новую работу над оперой «Кармен», а также мечтает снова исполнить партию в опере «Тоска» Пуччини. Но однажды ночью, репетируя трудную сцену, Мария включает старую запись собственного голоса, пытается повторить и не может. В отчаянии Мария оплакивает пропавший голос, ушедшую былую славу великой певицы, своё нынешнее одиночество и принимает тяжёлое, но единственно верное для любого настоящего артиста решение — отказаться от компромисса.

## В ролях
- Фанни Ардан — Мария Каллас
- Джереми Айронс — Ларри Келли, музыкальный продюсер
- Джоан Плаурайт — Сара Келлер, журналист
- Джей Родэн — Майкл, художник
- Анна Лелио — Бруна, экономка
- Габриэль Гарко — Maрко / дон Хосе
- Мануэль де Блас — Эстебан Гомес
- Стивен Биллингтон — Брендан
- Алессандро Бертолуччи — Марчелло
- Роберто Санчес — певец (Эскамильо в опере «Кармен»)
- Хустино Диас — певец (Скарпиа в опере «Тоска»)

## Съёмочная группа
- Режиссёр: Франко Дзеффирелли
- Продюсеры: Риккардо Тоцци, Джованнелла Заннони, Андрей Бончя
- Сценаристы: Франко Дзеффирелли, Мартин Шерман
- Оператор: Эннио Гварньери
- Композитор: Алессио Влад
- В фильме использована музыка композиторов: Жорж Бизе, Джакомо Пуччини, Винченцо Беллини, Джузеппе Верди, Николас Хидон, Мик Джонс, Пол Симонон, Джо Страммер
- Художники: Бруно Чезари, Луиджи Кинтили, Алессандро Лаи
- Художник по костюмам: Карл Лагерфельд, Анна Анни, Алессандро Лаи, Альберто Спьяцци
- Монтаж: Шон Бартон

## Премии, номинации
- В 2003 году исполнительница главной роли — французская актриса театра и кино Фанни Ардан — на XXV Московском кинофестивале была удостоена приза «Верю. Константин Станиславский» — специального приза «за покорение вершин актёрского мастерства и верность принципам школы К. С. Станиславского».
- В 2003 году эскизы костюмов были номинированы на национальную кинопремию Испании «Гойя» и премию Nastro d’Argento — Серебряную ленту итальянского Национального синдиката журналистов.

## Интересные факты
- Съёмки фильма проходили в Бухаресте (Румыния), Кордове (Андалусия, Испания) и Париже.
- Фильм собрал $ 445 996 в США, € 1 249 657 в Италии, € 278 631 в Испании, $ 140 000 в России.

## Издание на видео
- Мировая премьера состоялась во Франции 16 сентября 2002 года.
- Премьера в России состоялась 30 июня 2003 года.
- Релиз на DVD выпущен 18 августа 2009 года компанией «Парадиз Медиа».